# Дружба (Берестейський район)
Дру́жба (до 1964 року — Скорбичі, біл. Дружба) — село в Білорусі Берестейського району Берестейської області. Підпорядковане Чорнавчицькій сільській раді. Розташоване на березі річки Лісна, за 1 км від траси Р83. Від основного русла річки село відділяло пересохле русло річки.

## Назва
Назва утворена від шкіряного промислу. В місцевому фольклорі згадується у приказці: «Скорбичі приніс чорт у торбочці, поставив над річкою і то не рукою». По причині немилозвучності в російський мові, в 1961 році село Скорбичі об'єднано з присілком Гущарі в населений пункт під назвою Дружба на території однойменного радгоспу. Одною з причин перейменування і злиття обох населених пунктів стала відбудова частини села після пожежі.
Позицію радянських мовознавців і викликане ним рішення державної адміністрації змінити назву населеного пункту критикував відомий російський мовознавець Лев Успенський.

## Географія
Розташоване за 7 км від залізничної станції Мотикали.

## Археологічні пам'ятки
На землях села знаходилися три важливих археологічних пам'ятки. В 1880-роках К. Ягміном і Е. Глогером поховання вельбарської культури (III—IV століття) на зарубинецькому могильнику. Тут знайдені 10 фібул і 40 скляних і кам'яних намистин. Частина знахідок оплавлена, друга ні, що на думку вчених свідчить про бірітуальний характер поховання. У винику проведених в 1966 Русановою і в 1980, 1985 Т. Коробушкіною розкопоп виявлено селище 4-2 ст. до н. е. На північ від села археологом Русановою відкрито слов'янське селище (9-10 стст.). Згідно з класифікацією дослідниці належить до селищ волинського типу. На його місці в 4-2 стст. до н. е.існувало селище поморської культури. На слов'янському селищі знайдено дві дерев'яних обгорілих будівлі (105х95 см, 90х70 см). Попри зміну назви населеного пункту, пам'ятки археології відомі під попередньою назвою. Знахідки зберігаються в Державному археологічному музеї (Варшава), Інституті історії Національної Академії наук Білорусі (Мінськ), Берестейському обласному краєзнавчому музеї (Бересть).

## Історія

Хата Григорія Хіля

З 1915 село перебувало в біженстві в околиці Олександрівська. Належало до гміни Косичи Берестейського повіту. Приписане до приходської церкви с. Вістичи.
У 1926 році мешканці села зверталися до польської влади з проханням відкрити в Скорбичах українську школу.
У селі діяла початкова польська школа. В 1929-32 рр. головою місцевої читальні «Просвіта» і комітету СельРоб був Григорій Хіль (1891–1947). Більшість зібраної просвітянином літератури знищена родиною з приходом німецької влади. В 30-і роки XX століття діяв комітет КПЗБ. В 1940 році в селі в одному з перших в районі організований колгосп. Літом 1942 року в село за зброєю приходили члени одної з антифашистських груп. В 1943 році тут знаходився пункт протиповітряної оборони Вермахту. В 1944 році стояли мадярські війська. 26 липня взяте боєм 143-й гвардійським стрілецьким полком 1-го Білоруського фронту. В 1957 році село передане з Чернинської сільради до Чернавчицької сільради.
У 1964 року село Скорбичі перейменоване на Дружбу.

## Населення
За переписом населення Білорусі 2009 року чисельність населення села становило 125 осіб.

## Народна культура
Мовою жителів Скорбич була середньозагородська говірка західнополіського діалекту української мови. У новозакритих складах нерегулярно вимовлявся звук [ü]: [к’üшка], але [с'іл’], [к'іт]. Близько ста пісень з пісенної спадщини села відомі зі слів Олександри Столярчук (1916 р.н.).

## Мікротопоніми
Шелюга, Вошива гора.